# サン＝テグジュペリ (宝塚歌劇)
『サン＝テグジュペリ』は、2012年に宝塚歌劇団にて上演されたミュージカル。形式名は「ミュージカル・ファンタジー」、18場。副題として「－「星の王子さま」になった操縦士（パイロット）－」。作・演出は谷正純、初演で主役サン＝テグジュペリ（サン＝テックス）を演じたのは当時、花組トップスターの蘭寿とむ。上演時間は約1時間35分。

## あらすじ
厳格なフランス貴族の家に生まれながらも、操縦士（パイロット）として、作家として天空を飛び続け、空の彼方に消えて行ったアントワーヌ・ド・サン＝テグジュペリ。彼とその妻コンスエロ、中米マヤ族の血を引く妖艶で情熱的な妻との愛情を軸に、サン＝テグジュペリの心の世界「星の王子さま」がファンタジックに絡み合い、純真な心の美しさを描く。

## 上演記録
花組
- 2012年7月27日から8月27日[1]まで（新人公演：8月14日）宝塚歌劇団宝塚公演として宝塚大劇場にて上演
- 2012年9月14日から10月14日[1]まで（新人公演：9月27日）宝塚歌劇団東京公演として東京宝塚劇場にて上演

併演2幕はラテン・パッショネイト『CONGA!!』（コンガ）。この作品の作・演出は藤井大介である。

## 主な役名
※「（）」は新人公演
- サン＝テックス（サン＝テグジュペリ）：蘭寿とむ（芹香斗亜）[2]
- コンスエロ：蘭乃はな（春妃うらら）[2]
- ギヨメ：壮一帆（大河凜）[2]
- メルモーズ：愛音羽麗（和海しょう）[2]
- レオン・ヴェルト：汝鳥伶（天真みちる）[2]
- クレミュー：高翔みず希（日高大地）[2]
- プレヴォー：悠真倫（羽立光来）[2]
- ネリー：桜一花（華雅りりか）[2]
- レーヌ：華形ひかる（水美舞斗）[2]
- コルノー：紫峰七海（銀華水）[2]
- シモーヌ：花野じゅりあ（鞠花ゆめ）[2]
- フランソワーズ：初姫さあや（桜帆ゆかり）[2]
- ベルナール：春風弥里（真輝いづみ）[2]
- アビラ大佐：夕霧らい（神房佳希）[2]
- ノエル：華耀きらり（仙名彩世）[2]
- ザジ：月央和沙（航琉ひびき）[2]
- ホルスト：望海風斗（柚香光）[2]
- ルネ；彩城レア（冴華りおな）[2]
- ガブリエル：芽吹幸奈（菜那くらら）[2]
- ルイーズ：梅咲衣舞（凪咲星南）[2]
- ルフィーノ：瀬戸かずや（舞月なぎさ）[2]
- 新聞記者：冴月瑠那（桜咲彩花）[2]
- マックス：鳳真由（蘭舞ゆう）[2]
- 新聞記者：輝良まさと（桜舞しおん）[2]
- サレス：天真みちる（愛羽ふぶき）[2]
- 新聞記者：日高大地（千幸あき）[2]
- 新聞記者：銀華水（碧宮るか）[2]
- アルベール：芹香斗亜（優波慧）[2]
- リゲル：大河凜（矢吹世奈）[2]
- ポーレット：桜咲彩花（朝月希和）[2]
- デージィー：仙名彩世（乙羽映見）[2]
- コレット：華雅りりか（真鳳つぐみ）[2]

＿＿
- 星の王子さま：蘭寿とむ、蘭乃はな
- バラ：蘭乃はな
- きつね：壮一帆
- 地理学者：高翔みず希
- 酔っぱらい：悠真倫
- うぬぼれ屋：愛音羽麗
- 王様：紫峰七海

## 場面
1. プロローグ／星の王子さま
2. サンタムール／ベルリンからの訪問者
3. アルゼンチン／郵便飛行士
4. アルゼンチン／エルサルバドルの小さな火山
5. サンタムール／愛の伝説
6. モロッコ／女たちの戦い
7. リビア砂漠／不時着
8. 星の王子さま／プチ・プリンス
9. モロッコ／ミ・アミーゴ
10. モロッコ／すれ違う二人
11. パリ／空の英雄
12. パリ／大戦勃発
13. サンタムール／別離の晩餐
14. ポルトガル／ミ・アミーゴ
15. ニューヨーク／ぼくの大切な花
16. シチリア島／戦う操縦士
17. サンタムール／サン=テックスを撃墜した男
18. エピローグ／小惑星B-612

参考資料：公演プログラム（宝塚大劇場・東京宝塚劇場）

## スタッフ
※氏名の後ろに「宝塚」、「東京」の文字がなければ両劇場共通
- 作・演出：谷正純
- 作曲・編曲：吉崎憲治
- 編曲：脇田稔・水野久興
- 音楽指揮：伊澤一郎（宝塚）、西野淳（東京）
- 振付：尚すみれ・御織ゆみ乃
- 装置：新宮有紀
- 衣装：任田幾英
- 照明：勝柴次朗
- 音響：切江勝
- 小道具：西川昌希
- 演技指導：立ともみ
- 演出補：大野拓史
- 衣装補：川底美由紀
- 舞台進行：阪田健嗣

以下、併演作品と共通
- 舞台美術製作：株式会社宝塚舞台
- 演奏：宝塚オーケストラ（宝塚）
- 演奏コーティネート：内藤音楽事務所（東京）
- 制作：斎藤雅央
- 制作・著作：宝塚歌劇団
- 主催：阪急電鉄株式会社

参考資料：公演プログラム（宝塚大劇場・東京宝塚劇場）

## 関連作品
劇中にて使用、参考にされている作品
- 夜間飛行
- 人間の土地
- 戦う操縦士
- 星の王子さま